# Clarence Bicknell
Clarence Bicknell (Herne Hill, 27 ottobre 1842 – Casterino, 17 luglio 1918) è stato un esperantista, matematico e religioso britannico.

## Biografia
Clarence Bicknell nasce in una famiglia agiata a Herne Hill il 27 ottobre 1842. È il figlio di Elhanan Bicknell e della sua terza moglie, Lucinda. Nel 1865 si laurea in matematica al Trinity College di Cambridge. Durante gli anni universitari si entusiasma per la religione e inizia la carriera ecclesiastica.
Dopo tredici anni di vita semplice e dedicata agli altri, entra in crisi religiosa e decide di viaggiare e scoprire il mondo. Visita Sri Lanka, Nuova Zelanda, ecc. e arriva in Italia a Finale Ligure nel 1878. All'età di 36 anni, giunge a Bordighera per diventare il responsabile della chiesa anglicana. Si stabilisce a villa Rosa, chiamata così in onore della figlia del primo proprietario (reverendo Charles Fanshawe) della villa, Mrs Rosa Walker Fanshawe, ma dopo solo un anno abbandonerà definitivamente il suo incarico di pastore.
Bicknell era tuttavia incantato dal luogo e decise di acquistare villa Rosa e di stabilirsi a Bordighera, dove iniziò lo studio della flora locale. Nel 1881 sale in val Fontanalba, sul Monte Bego, per studiare la flora locale e nota alcune incisioni rupestri. Le incisioni colpirono a tal punto il Bicknell, che decise di ritornarci per uno studio approfondito nel 1885. In quello stesso anno pubblica il suo famoso volume “Flowering plants and ferns of the Riviera and neighbouring mountains” ricco di più di 1000 illustrazioni da lui stesso realizzate.

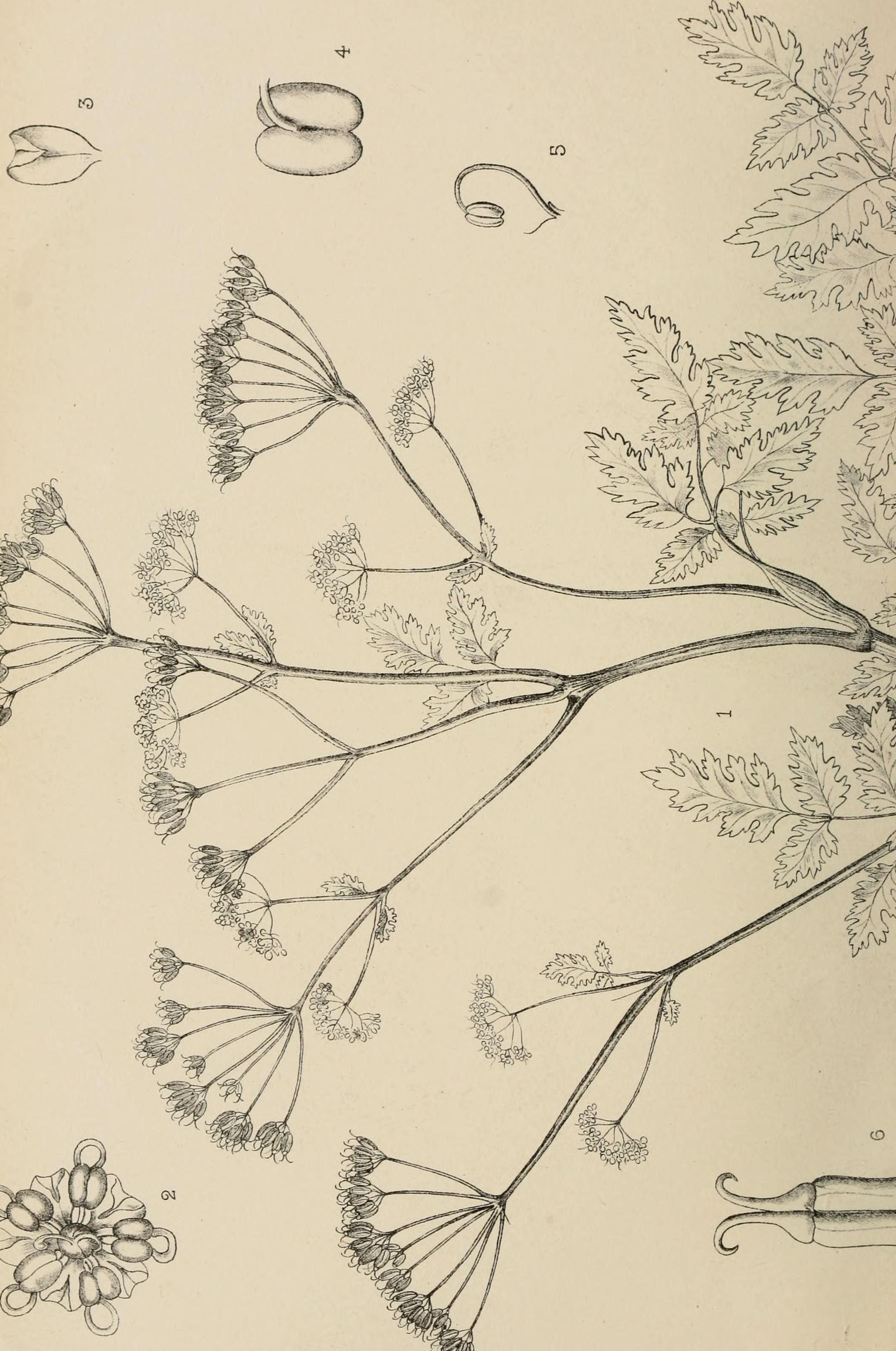
Pimpinella bicknelii, una delle spegie botaniche scoperte dal Bicknell, che da lui prende il nome

La ricchezza delle sue collezioni era tale che decise nel 1888 di aprire un museo, il museo e biblioteca Clarence Bicknell. Si tratterà del primo museo della Liguria occidentale, il cui edificio s'ispira alle chiese protestanti e il cui giardino sembrava voler raccogliere la ricchezza botanica della regione. Nel grande salone si succedevano concerti, conferenze, esposizioni, fra cui i reperti romani ritrovati da Girolamo Rossi a Ventimiglia.
Nel 1896 pubblica il suo secondo studio sulla flora ligure “Flora of Bordighera and San Remo”. L'anno successivo decide di soggiornare tutta l'estate a Casterino per meglio studiare e interpretare le incisioni rupestri ed approfittare della ricchezza di fiori e farfalle della zona. Risalirà ogni estate per poter studiare anche le altre vallate laterali del Monte Bego. Nel 1905 fa costruire a Casterino la sua villa “Casa Fontanalba” per un maggior comfort e per poter ospitare i vari studiosi e amici con cui collaborava.
Nel 1913 pubblica “A guide to the prehistoric rock engravings in the italian maritime alps”. Sempre in quell'anno, con l'aiuto della colonia inglese, fa costruire la nuova biblioteca internazionale per trasportare una parte dei molti volume che aveva già accolto nel museo.
Clarence Bicknell era anche un esperantista convinto, organizzò quindi un "Centro d'esperanto" a Bordighera e si adoperò per promuovere questa nuova lingua realizzando numerose traduzioni. Era convinto che il parlare una lingua comune avrebbe avvicinato i popoli e facilitato le relazioni umane.
Bicknell si adoperò sempre per la città e per aiutare il prossimo, e fu per questo che intratteneva ottimi rapporti con Padre Giacomo Viale. Finanziò numerose iniziative del frate francescano fra cui l'acquisto di un edificio per il ricovero degli anziani del paese, che però non fu subito realizzato a causa dello scoppio della prima guerra mondiale. Durante tutta la sua vita Bicknell si dimostrò un uomo particolarmente umano ed eclettico: egli si interessò di botanica, ornitologia, archeologia e mineralogia. Nonostante tutte le sue doti, guadagnò la rinomanza internazionale principalmente grazie alla scoperta e allo studio delle incisioni rupestri del Monte Bego. Nel 1912 accolse nella sua casa di Fontanalba Piero Barocelli vedendo il lui il potenziale continuatore dei suoi studi sulle incisioni rupestri. Molti dei calchi cartacei delle incisioni rupestri del monte Bego sono ancora oggi consultabili presso il museo Bicknell di Bordighera.
Morì il 17 luglio 1918 nella sua casa di campagna nella frazione Casterino di Tenda, che allora si trovava ancora in territorio italiano.
Lasciò all'Istituto Botanico dell'Università di Genova 3.165 copie di incisioni rupestri (frottages), 10.000 fiori pressati (erbari), 3.428 acquerelli botanici e i suoi 9 bellissimi quaderni di campo sulle incisioni rupestri e al Museo che portava il suo nome i calchi cartacei delle incisioni rupestri e la collezione di farfalle, ancora oggi considerata una delle più belle d'Europa. Nel dopoguerra, a causa dei gravi problemi economici, il museo rischiò di chiudere e di essere snaturalizzato, ma fortunatamente il nipote Edward Elhanan Berry e la moglie Margaret riuscirono a salvarlo.
L'abbreviazione corrente d'autore nei cataloghi botanici è C.Bicknell.
L'esperienza del Museo fu raccolta nel 1937 dall'Istituto Internazionale di Studi Liguri, tuttora in attività, e che cura una biblioteca a lui intitolata.

## Bicknell e l'esperanto

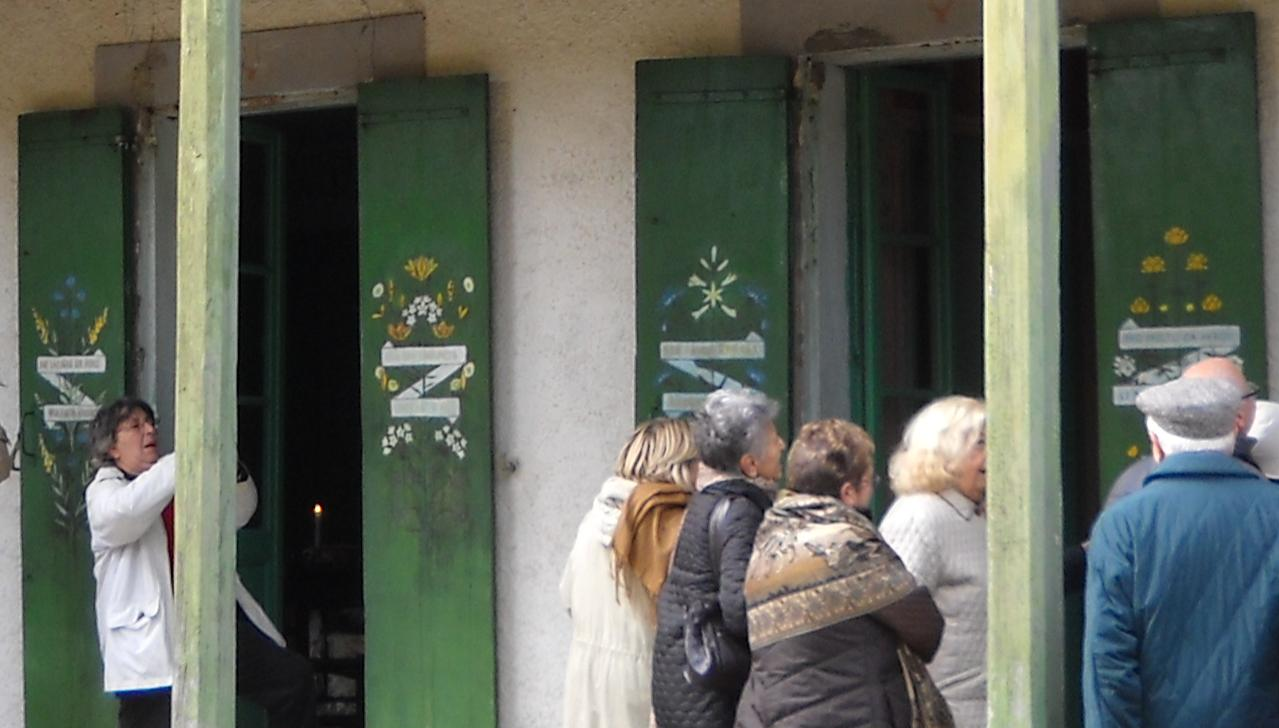
Esperantisti in visita alla casa di campagna costruita da Clarence Bicknell a Casterino (Tenda), e da lui stesso decorata con pitture di fiori e proverbi in esperanto.

Clarence Bicknell, non era solo un botanico, archeologo e pittore inglese vissuto a lungo a Bordighera,  ma anche  un appassionato esperantista nei tempi dei pionieri, fondatore del gruppo di Milano  e di Bordighera, dove ha costruito un centro di cultura internazionale, funzionante anche oggi come museo-biblioteca dedicato a lui. Nella  casa di montagna a Casterino dove passava molto tempo,  si possono ancora oggi ammirare le decorazioni floreali sulle pareti, porte e finestre con proverbi in Esperanto, dipinti  con le proprie mani.
Dapprima appassionato studioso del Volapuk, una lingua ausiliaria internazionale, si accostò in seguito all'esperanto e divenne esperantista nel 1897. Partecipò al Congresso Universale di Esperanto del 1905, il primo della storia, a Boulogne-sur-Mer, in Francia. Per l'Italia vi erano Daniele Marignoni considerato il primo esperantista italiano, Raffaele Bagnulo e quattro stranieri residenti in Italia, Clarence Bicknell, Albert Gallois, Rosa Junck, e Gaspard Blanc. Bicknell credette molto in questo progetto e si attivò per trascrivere delle opere letterarie in esperanto, in braille.
Nel 1906 con la professoressa boema Rosa Junck fonda il gruppo esperantista di Milano. In seguito nel 1910 fondò il gruppo esperantista di Bordighera "Antauen", diventandone il presidente e conservando tale incarico sino alla morte, occorsa nel 1918. A Bordighera accolse la boema Rosa Junck a cui insegnò l'esperanto e con la quale collaborò nella traduzione di numerose opere letterarie. Sostenne inoltre finanziariamente numerose imprese collegate all'esperanto.
Scrisse numerose poesie originali in esperanto, che apparvero ne La Revuo e in The British Esperantist; molte rimasero allo stadio di manoscritti. Tradusse Horatius nel 1906 (di Lord Thomas Babington Macaulay); Guinevere (da "Idilli del re" di Alfred Tennyson) nel 1907; Rikoltado de la pecoj (da Harvesting the Pieces di Julian Sturgis) nel 1915; Ŝakludo (da Una partita a scacchi di Giuseppe Giacosa, 1915) e numerose altre opere. Particolarmente apprezzata fu la poesia che scrisse in occasione della morte di Ludwik Lejzer Zamenhof nel 1917.
Recentemente un  breve documentario biografico su Clarence Bicknell intitolato ‘The Marvels of Clarence Bicknell – Le Meraviglie di Clarence Bicknell’ è stato realizzato da un  suo giovane discendente, Marcus Bicknell in lingua inglese e italiano; la versione in Esperanto è in via di preparazione. Interpreti principali: Renchi Bicknell (Clarence), Vanessa Bicknell (Alice Campbell).
La versione in italiano è stata presentata per la prima volta a Genova presso il Museo Civico di Storia Naturale “G. Doria”, il 29 settembre 2016. Sono intervenuti Giuliano Doria (Museo di Storia Naturale di Genova) e Raffaella Bruzzone (Università di Nottingham).

## Galleria d'immagini

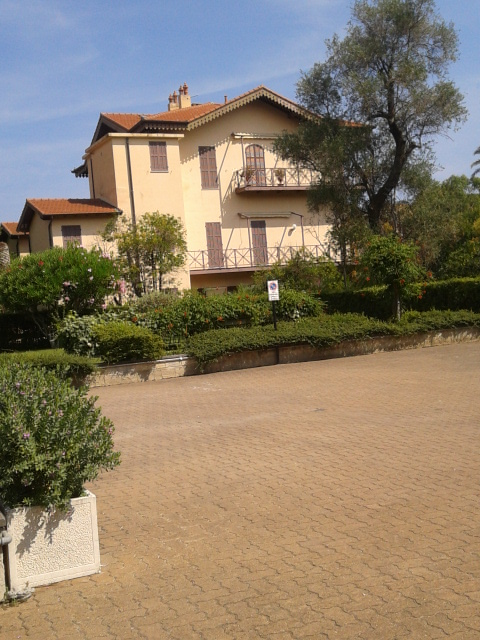
Villa Rosa, Bordighera
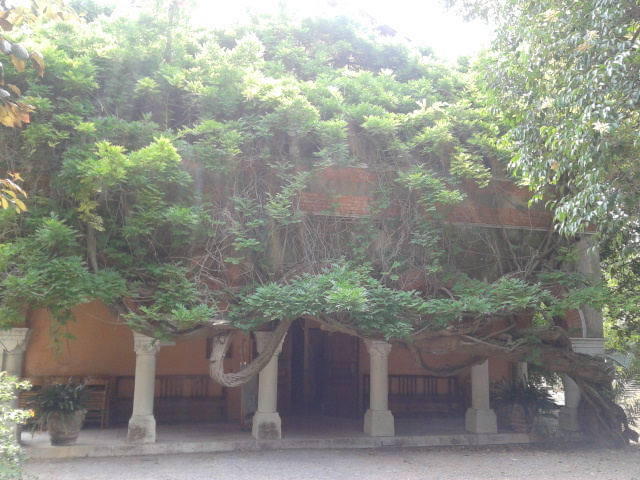
Museo Bicknell, facciata
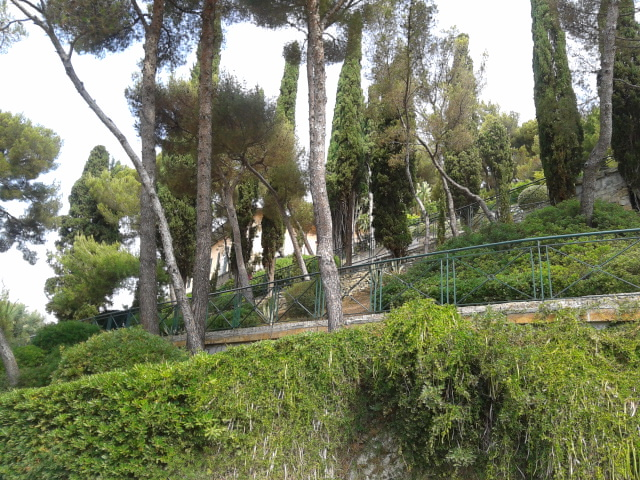
Parco della villa Monte Verde, residenza privata di Edward e Margaret Berry
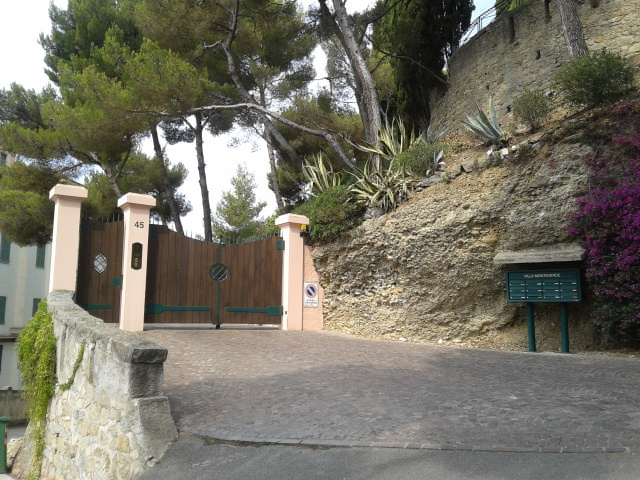
Villa Monte Verde, entrata